# Mâlain
 Mâlain  es una población y comuna francesa, en la región de Borgoña, departamento de Côte-d'Or, en el distrito de Dijon y cantón de Sombernon.

## Demografía
| 671 | 650 | 755 | 711 | 683 | 743 | 780 | 930 | 1 097 | 814 | 802 | 791 | 694 | 695 | 701 | 696 | 719 | 770 | 796 | 716 | 704 | 655 | 720 | 756 | 654 | 636 | 659 | 645 | 564 | 510 | 554 | 660 | 750 |
| Para los censos de 1962 a 1999 la población legal corresponde a la población sin duplicidades (Fuente: INSEE [Consultar]) |     |     |     |     |     |     |     |       |     |     |     |     |     |     |     |     |     |     |     |     |     |     |     |     |     |     |     |     |     |     |     |     |